# Saurashtri
Saurashtri (auch Saurashtra, Sourashtra) ist eine indoarische Sprache, die im südindischen Bundesstaat Tamil Nadu gesprochen wird. Sie ist eng mit dem Nordwestindien gesprochenen Gujarati verwandt. Bei der indischen Volkszählung 2011 gaben rund 250.000 Menschen Saurashtri als Muttersprache an, wobei die Saurashtri-Sprecher unter der Zahl für Gujarati subsumiert wurden.
Saurashtri gehört zur indoarischen Sprachfamilie und bildet somit eine Sprachinsel im ansonsten dravidischen Südindien. Die Sprecher des Saurashtri sind Angehörige der Weberkaste der Patnulkarar, die ursprünglich aus dem nordwestindischen Gujarat nach Südindien ausgewandert sind. Der Name der Sprache leitet sich von der Region Saurashtra in Gujarat ab. Heute sind die Saurashtri-Sprecher über verschiedene Städte Tamil Nadus verstreut. Die größten saurashtrisprachigen Gemeinschaften leben in Madurai (94.000 Menschen), Salem (21.000 Menschen) und Paramakudi (16.000 Menschen, jeweils nach der Volkszählung 2011). Die Angehörigen der saurashtrisprachigen Minderheit sind zweisprachig: Sie verwenden zu Hause Saurashtri und in der Öffentlichkeit die Mehrheitssprache Tamil.
Zur Verschriftlichung des Saurashtri wird bisweilen eine eigene Schrift, die Saurashtri-Schrift, bisweilen eine modifizierte Version der Tamil-Schrift verwendet.